# Ponte di Costantino (Misia)
Il Ponte di Costantino era un ponte tardoantico in Misia, nell'odierna Turchia.
La struttura, costruita qualche tempo dopo il 258 d.C., attraversava il fiume Rindaco (l'odierno Adırnas Çayı) a Lopadium (l'odierna Uluabat). Fu coronato in epoca bizantina da una cappella dedicata da Sant'Elena all'imperatore Costantino I (ca. 324-337 d.C.). Vi sono solo pochi resti: all'inizio del XX secolo, l'archeologo inglese Frederick William Hasluck non riportò alcun arco come completo, e solo alcuni pontili in rovina sulla sponda nord. La muratura consisteva in pietrisco a bugnato.
Oltre al Ponte di Costantino, altri ponti romani straordinariamente ben conservati sono sopravvissuti in Misia, conosciuti con il nome dei fiumi che attraversano, come il ponte sul Macesto, il Ponte sull'Esepo e il Ponte Bianco sul Granico.